# Monumento alla Libertà (Trujillo)
. 

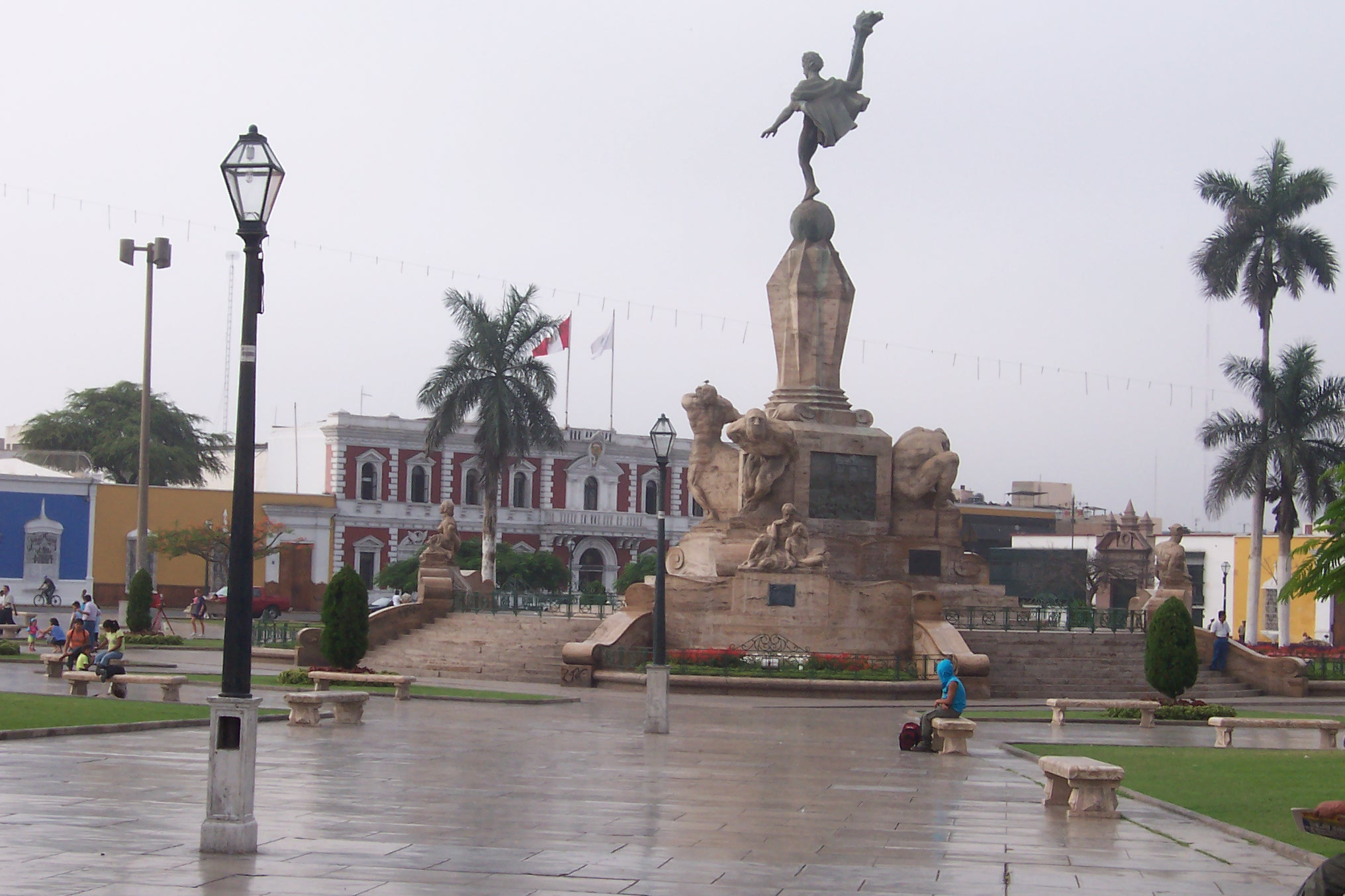
Il monumento alla Libertà di Edmund Moeller

Il monumento alla Libertà è una scultura situata nella piazza principale della città di Trujillo (Perù), realizzata dallo scultore tedesco Edmund Moeller. Si compone di tre sezioni: la prima è su una piattaforma circolare con piedistalli, poggiante su una base di granito, che supporta le sculture che rappresentano l'arte, la scienza, il commercio e la salute. Il secondo corpo è formato da tre statue robusti. Una statua di un uomo accovacciato, come simbolo di oppressione o di schiavitù. Una seconda statua le braccia indietro, che simboleggia la lotta per la libertà. La terza statua è un uomo con le braccia alzate e le mani che fanno il pugno come simbolo di liberazione. Anche in questo corpo può essere situato seguenti placche: una per commemorare la proclamazione dell'indipendenza di Trujillo, condotta da José Bernardo de Torre Tagle, il 29 dicembre 1820. La seconda targa commemora la battaglia di Junín, e la terza targa commemora la battaglia di Ayacucho.

## Storia

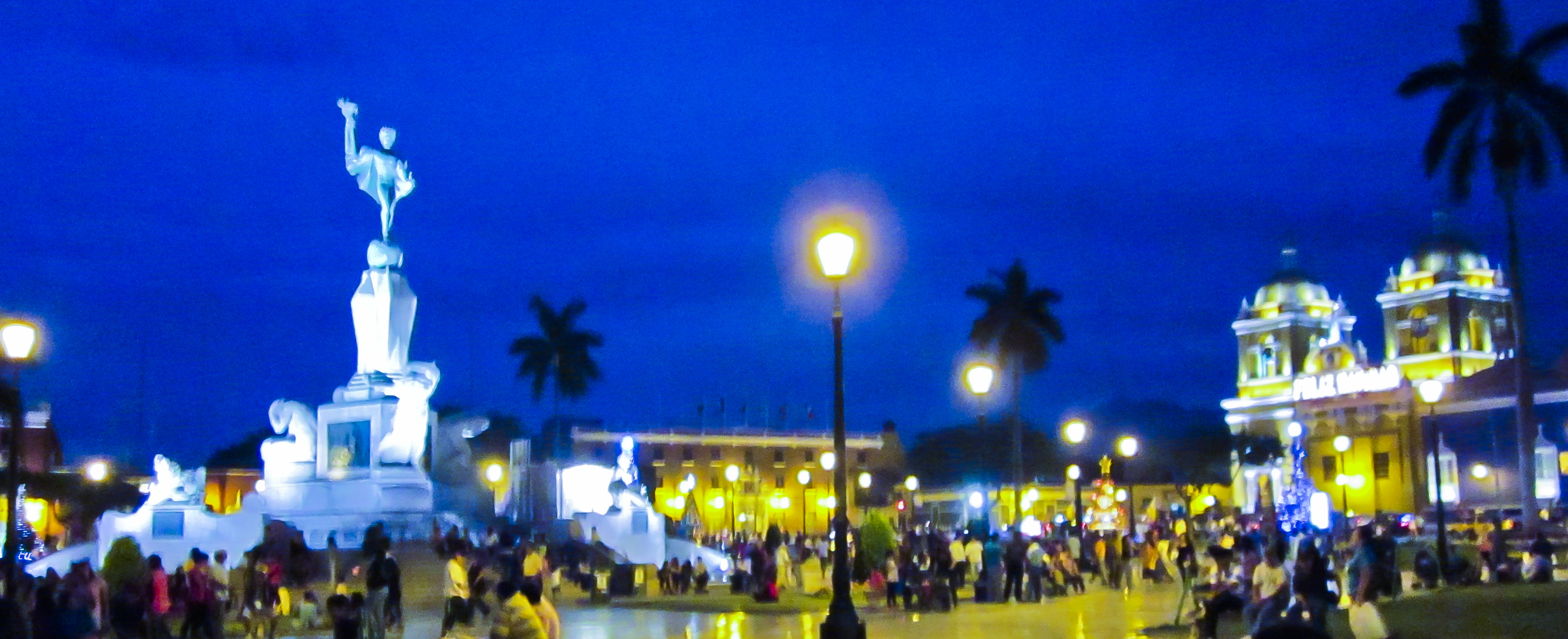
Monumento alla libertà nella Plaza Mayor di Trujillo, scultura di Edmund Moeller

Trujillo ha ottenuto l'indipendenza dalla Spagna il 29 dicembre 1820, quando don José Bernardo Marques de la Torre Tagle ha proclamato l'indipendenza del Comune di Trujillo, a quel tempo appartenente al Vicereame del Perù. Questo evento ha portato alle autorità cittadine per glorificare  gli antenati. Questa idea, già radicata nel città, è stato raccolto dal deputato regionale  Enrique Marquina, nel Congresso nel 1899, è riuscito a emanare una legge speciale. Poi un comitato è stato composto dal prefetto, il rettore della Universidad Nacional de Trujillo, "Presidente del Tribunale Superiore di giustizia, libertà", il sindaco della provincia di Trujillo, e le altre autorità. Questa commissione è responsabile per il controllo e dirigere la costruzione del Monumento alla Libertà di essere situato nel  Piazza principale della città di Trujillo.
Nel 1921, è stato scritto il concorso per costruire il monumento, chiamando per artisti nazionali e stranieri. Dopo la chiamata, la commissione, presieduta dal Prefetto Derteano Molina, ha ricevuto 104 modelli, per lo più dall'Europa.
Il modello scelto apparteneva al tedesco Edmund Moeller, per meglio simboleggiare l'importanza dell'evento storico del gruppo libertario, la prima prodotta in Perù. La giuria ha assegnato lo scultore il premio di 1000 sterline, che è stato registrato, e quindi apportare le misure necessarie per venire a Moeller e intraprende la costruzione del monumento.
Il lavoro dell'artista Moeller è considerato molto audace nella concezione. Lo scultore ha descritto il modello dopo che è stato collocato la prima pietra il 10 maggio, secondo Moeller 1925.El per coprire il costo del progetto era di soli 250 000, è stata costruita in Germania. Dopo quattro anni, un mese e 25 giorni, il monumento è stato inaugurato il 4 luglio 1927, in qualità di sponsor Augusto B. Leguia, presidente, e sua figlia Carmen Rosa Leguia Swayne.